# Warmwasser
Warmwasser ist erwärmtes Trink-, oder Brauchwasser im Temperaturbereich von üblicherweise 30 °C bis 60 °C. Eine Wassertemperatur von 35 °C wird in der Regel als handwarm empfunden, während bei Säuglingen bereits ab 38 °C die Gefahr einer Verbrühung besteht (siehe unten). Mithilfe einer Mischbatterie oder eines thermostatisch geregelten Mischventils kann die Wassertemperatur an der Entnahmestelle zwischen der Temperatur des zuströmenden Kalt- und Warmwassers eingestellt werden. 
Das zur Warmwasserbereitung genutzte Kaltwasser hat die Temperatur des Erdreichs in 1 bis 3 Meter Tiefe, also um die 10 °C. Wenn es länger in der Leitung steht, nimmt es die Temperatur der Umgebung der Leitung an. Warmwasser ist von Heißwasser zu unterscheiden.
Die Bereitstellung von Warmwasser gehört heute in Industrieländern zum üblichen Wohnkomfort.

## Geschichte
Während die meisten Privathaushalte bis etwa zur Mitte des 20. Jahrhunderts ihren Bedarf an Warmwasser durch Erhitzen am Herd oder im Wasserschiff und später mit Badeöfen deckten, setzten sich anschließend zentrale Warmwasserspeicher und elektrische oder mit Stadtgas betriebenen Durchlauferhitzer durch, welche Warmwasser erzeugten. Für den täglichen Gebrauch (z. B. Abwasch, Händewaschen) oder zum Baden musste das hocherhitzte Wasser also mit Kaltwasser gemischt werden. Bei brennstoffbetriebenen Wassererhitzern führen oft mögliche Sicherheitsmängel bei der Luftzufuhr, den Gasleitungen oder Abgaszügen dazu, dass diese Geräte für Wohnräume nur noch eingeschränkt verwendet werden dürfen.
Heute gehört eine komfortable, automatisierte Warmwasserbereitung zum Standard in den entwickelten Industrieländern. Die Energie zur Erwärmung wurde in den letzten Jahrzehnten vorwiegend durch Verbrennung von Öl oder Gas bereitgestellt. In Ländern mit sehr geringen Strompreisen (Frankreich, skandinavische Länder) ist auch die direktelektrische Heizung verbreitet. In der Schweiz waren im Jahr 2023 Heizöl mit 37,2 %, Wärmepumpen mit 21,3 % und Gas mit 17,2 % (Anteil der Haushalte) die drei wichtigsten Energieträger bei der Warmwasserversorgung. Seit Beginn der 2000er Jahre gewinnen thermische Solaranlagen, Holzheizkessel, Wärmepumpenanlagen und Abwasserwärmerückgewinnung an Bedeutung. Insbesondere hat der Anteil der Wärmepumpen seit 2000 von 4,1 % auf 17,2 % zugenommen.
Die Nutzung der Sonnenenergie hat eine längere Geschichte als oft angenommen. Angeblich hat bereits Archimedes um 250 v. Chr. in Syrakus ein Heizsystem mit Brennspiegeln gebaut, und in südlichen Ländern nützt man die rasche Erwärmung von dunklen Behältern (Thermosiphon) schon lange. In den letzten Jahrzehnten des 19. Jahrhunderts bastelten sich Kleingärtner eigene primitive Systeme, die auf einem dunkel gestrichenen Fass oder einem in der Sonne liegenden Schlauch beruhen. Selbst mit einem einfachen Gartenschlauch kann man schon nach einer Viertelstunde Sonne ein kurzes „Tröpferlbad“ genießen. In Ländern wie Israel oder Griechenland gibt es fast kein Hausdach, auf dem nicht ein Thermosiphonkollektor mit Warmwasserspeicher steht, der ohne Pumpe nach dem Schwerkraft-Umlaufprinzip arbeitet.

## Heutige Warmwassersysteme
Soll ein modernes Warmwassersystem für unsere Breiten auch im Winter zufriedenstellend arbeiten, benötigt es vor allem folgende Komponenten:
- Beheizung z. B. durch Wärmepumpe, Öl, Gas, Kohle, Brennholz Pellets, Fernwärme oder elektrischen Strom
- eine Regelung mit Temperaturfühler und Zeitschaltuhr
- Sicherheitseinrichtung mit Ausdehnungsgefäß, Rückflussverhinderer und Sicherheitsventil
- eine Zirkulationspumpe (mit eigenem Temperaturfühler und Zeitschaltuhr oder durch die Regelung gesteuert)
- und für den Komfort eine Mischbatterie an jedem Waschbecken oder eine zentrale Mischbatterie für jeden Waschraum

Die Wärmeversorgung für moderne, sanitätsbewusste Gewerbebetriebe erfordert darüber hinaus noch eine Abstufung der Wassertemperatur und aus Gründen des Umweltschutzes oft auch jene der Qualität. Da eine zentrale Heizanlage bei nicht zu langen Leitungen einen höheren Wirkungsgrad hat, sollte sie etwa folgende Bedürfnisse erfüllen:
- Heizwasser (Vorlauftemperaturen je nach System von etwa 23 °C bis maximal 90 °C)
- Betriebswasser für Desinfektion (Wassertemperatur mindestens 82 °C)
- Betriebswasser für die gewerblich genutzten Handwaschbecken (Entnahmetemperatur etwa 45 °C)
- Betriebswasser für Reinigung etc. (Entnahmetemperatur ca. 65 °C)
- Warmwasser in Trinkwasser-Qualität für spezielle Räume (kann zur Ersparnis des zugehörigen Leitungsnetzes auch örtlich erwärmt werden) und
- Wasserdampf für die oft nötige Prozesswärme (Sattdampf zwischen 1,5 bar und 8 bar)

Die Wärmeerzeugung (Heißwasser, Dampf) erfolgt meist mit Heizkesseln oder Anlagen mit Kraft-Wärme-Kopplung (KWK). Zum System gehören bei obiger Auslegung im Regelfall mehrere Warmwasserboiler, teilweise getrennte Rohrleitungen, Armaturen und ein geeigneter Kamin etc. Zu einer optimalen Betriebsweise bedarf es neben effizienten Einzelkomponenten auch einer optimalen Kombination der einzelnen Systemteile.

### Trinkwassererwärmungsanlagen
Den Begriff der Anlage zur „Trinkwassererwärmung nach der Definition der allgemein anerkannten Regeln der Technik“ enthält die deutsche Trinkwasserverordnung in § 13 ihrer seit dem 1. November 2011 geltenden Fassung. Zwecks Überwachung dieser Anlagen hinsichtlich etwaiger Krankheitserreger (siehe Legionellen) gilt für den Betrieb von Trinkwassererwärmungsanlagen seit November 2011 eine Anzeigepflicht gegenüber dem Gesundheitsamt.
Durch die zweite Änderung der Trinkwasserverordnung im Dezember 2012 wurde die Meldepflicht bei Bestandsanlagen wieder rückgängig gemacht. Nun müssen nur noch Anlagen mit gewerblicher und öffentlicher Nutzung und Großanlagen zur Trinkwassererwärmung gemeldet werden, deren technischer Maßnahmewert 100 KBE (Kolonie bildende Einheiten) pro 100 ml überschreitet.

#### Hygienische Anforderungen
Die EN 806-2 stellt fest, dass 30 Sekunden nach dem Öffnen einer Zapfstelle die Warmwassertemperatur 60 °C nicht unterschreiten sollte, sofern anderweitige örtliche oder nationale Regelungen dem nicht entgegenstehen, da sich schädliche Keime bei dieser Temperatur in der Regel nicht vermehren können. Zusätzlich sollte das Warmwasser an jeder Zapfstelle auf 70 °C erwärmt werden können, um Leitungen und Armaturen auf diese Weise thermisch zu desinfizieren.
In Deutschland genügt es nach der nationalen Ergänzungsnorm DIN 1988-200, wenn 30 Sekunden nach dem Öffnen einer Zapfstelle die Warmwassertemperatur 55 °C erreicht. In diesem Fall handelt es sich jedoch nicht um eine Soll-Bestimmung, sondern um eine Festlegung.
Zu beachten ist dabei, dass die Ausfällung von Kalk aus dem Trinkwasser bei Temperaturen oberhalb 55 °C deutlich zunimmt. Stärkere Ablagerungen sind jedoch in der Regel nur in verzinkten Stahlrohren zu erwarten, die heute nicht mehr für Trinkwasserinstallationen verwendet werden.

#### Verbrühschutz
Die DIN EN 806-2 fordert eine Höchsttemperatur des erwärmten Wassers an Zapfstellen zum allgemeinen Gebrauch von 45 °C für öffentliche Gebäude. In Altersheimen und Einrichtungen für Kinder sollten allgemein 43 °C und in Duschen 38 °C nicht überschritten werden. Die VDI 3818 empfiehlt generell 40 °C für öffentliche Bäder und Toiletten. Die technische Umsetzung wird dadurch verkompliziert, dass nicht nur Warmwasserspeicher, sondern auch Warmwasserleitungen bei 55–60 °C betrieben werden sollten, um die Vermehrung von Legionellen auszuschließen. Wasser mit über 60 °C kann innerhalb von Sekunden zu Verbrühungen führen, während dies bei 50 °C heißem Wasser erst nach etwa zwei Minuten der Fall ist.
Eine einfache Weise, den Verbrühschutz zu gewährleisten, besteht in der Verwendung von thermostatisch geregelten Mischbatterien an jeder Zapfstelle, welche die Wassertemperatur auf um die 40 °C begrenzen können. Für Wohngebäude sind Einhebelmischer nach DIN EN 817 zugelassen. Dies gestattet es, die Warmwassertemperatur in der Zuleitung durch den Einsatz einer einfachen Zirkulationsleitung auf dem zur Legionellenbekämpfung erforderlichen Temperaturniveau zu halten. Von Nachteil sind die Kosten für eine größere Anzahl thermostatisch geregelter Mischventile, die eine geringere Lebenserwartung haben als gewöhnliche Auslaufarmaturen.
Rationeller ist der Einsatz eines zentralen thermostatischen Mischventils im Auslauf des Warmwasserspeichers oder (ungeregelten) Warmwasserbereiters, das die Wassertemperatur durch die Beimischung von kaltem Wasser begrenzt. Zum Erreichen der zur Bekämpfung von Legionellen notwendigen Temperaturen von 55 bis 60 °C sind jedoch besondere Maßnahmen erforderlich, wie etwa dem nächtlichen temporären Aufheizen des Leitungssystems. Sofern eine Zirkulationsleitung installiert wird, so muss die Zirkulationspumpe beim Erreichen der kritischen Temperatur abgeschaltet oder heruntergeregelt werden. Ein konstanter Lauf der Zirkulationspumpe ist möglich, wenn der Rücklauf der Zirkulation aufgeteilt und zugleich an den Warmwasserspeicher, wie auch an den Kaltwasseranschluss des Thermostatventils angeschlossen wird. Dadurch ist es dem thermostatischen Mischventil möglich, die Zufuhr von heißem Kesselwasser zu minimieren und die Zirkulation weitgehend auf das Rohrleitungssystem zu begrenzen.
Sofern der Inhalt der Warmwasserleitung vom Warmwassererzeuger bis zum entferntesten Punkt nicht mehr als 3 Liter beträgt, kann unter bestimmten Bedingungen auf die Erhitzung der Warmwasserleitungen zur Desinfektion verzichtet werden.

#### Leitungssystem
Traditionell befand sich der zentrale Warmwasserspeicher meist im Keller und das erwärmte Wasser wurde über Steigleitung in die Etagen geführt und dort über horizontal verästelte Stränge (Stockwerksleitungen) verteilt.
Die Zirkulationsleitung verlief häufig lediglich senkrecht entlang der Steigleitungen und folgte den Stockwerksleitungen nicht.
Seitdem der Fokus auf der Vermeidung der Legionellenbildung liegt, ist es üblich geworden, die Zirkulationsleitungen bis zu jedem einzelnen Zapfventil zu führen. Dies macht den Einsatz von Regelungsarmaturen wie Regulierventilen erforderlich, um eine gleichmäßige Durchströmung aller Leitungsabschnitte zu erreichen.
In Gebäuden mit bis zu fünf oder sechs Stockwerken kann es alternativ möglich sein, den Warmwasserspeicher an zentraler Stelle im Gebäude aufzustellen und die Warmwasserleitungen sternförmig zu den einzelnen Räumen zu führen, in denen Warmwasserbedarf besteht. Auf diese Weise kann das in den einzelnen Zuleitungen enthaltene Leitungsvolumen auf unter 3 l begrenzt werden, so dass weniger strenge Richtlinien einzuhalten sind. Durch den reduzierten Durchmesser der Leitungen steht das erwärmte Wasser meist auch dann ausreichend schnell zur Verfügung, wenn auf ein Zirkulationssystem verzichtet wird.

## Energie sparen
Durch Reduzierung der Temperatur von Warmwasserspeichern kann der Energieverbrauch deutlich gesenkt werden. Dadurch kann sich auch die Installation eines thermostatischen Mischventils zur Zumischung von Kaltwasser zum Zweck des Verbrühschutzes erübrigen.
Als Warmwassertemperatur zum Duschen und Baden genügen 40 °C. Je höher die Temperatur im Warmwasserspeicher ist, desto höher sind auch die Abstrahlverluste des Kessels (beispielsweise ist ein Wärmeverlust von 3 % von 75 °C mehr als 3 % von 45 °C). Es ist jedoch darauf zu achten, dass der Kessel mindestens einmal pro Woche auf über 60 °C erwärmt wird und mit diesem Warmwasser auch die Leitungen durchspült werden, um die Gefahr der Vermehrung von Legionellen im Kessel und Leitungen zu vermindern.
Zirkulationspumpen sind in die Kritik geraten, weil sie bei nur mäßiger Wasserersparnis die Energiekosten oft überproportional erhöhen. Das liegt jedoch nicht nur an deren Energieverbrauch, der durch sparsam arbeitende Pumpen reduziert werden kann, sondern das sich das in der Leitung zirkulierende Warmwasser abkühlt, trotz und insbesondere bei Fehlen einer Wärmedämmung von Warmwasser- und Zirkulationsleitungen. Während die Wärmeabgabe im Winter immerhin noch die Gebäudeheizung entlasten kann, führt sie im Sommer zu unnötigen Energieverlusten.
Da ein Zirkulationssystem im Prinzip dieselbe Wirkung im Mauerwerk hat wie ein Heizungsrohr, ist es ersichtlich, dass damit außerhalb der Heizperiode das Mauerwerk unnötigerweise erwärmt und Energie verschwendet wird. Geringe Abhilfe dagegen schafft eine Schaltleitung, mit der (mithilfe eines manuell zu bedienenden Tasters oder an die Beleuchtung einer Nasszelle gekoppelt) die Umwälzpumpe für ein paar Minuten eingeschaltet wird, bevor man Duschen geht, bevor man das WC benutzt (um sich danach die Hände zu waschen) oder bevor man eine manuelle Abwäsche in der Küche beginnt. Eine brauchbare Alternative stellt ein „Zirkulationssystem ohne Zirkulationsleitung“ dar, bei dem eine bestehende Kaltwasserleitung als Rückflussleitung für die Zirkulation verwendet wird, bis beim Zapfhahn die Warmwasser-Solltemperatur erreicht ist, dadurch wird halbwarmes Wasser nicht mehr in den Abfluss geleitet.
Empfehlenswert sind Zirkulationssysteme lediglich bei langen Leitungswegen, die sonst eine Wartezeit von über 20 Sekunden bis zur Ankunft des erwärmten Wassers verursachen würden. Mit der Länge der Leitungswege erhöhen sich allerdings auch die Energieverluste. Vorzugsweise sollten darum Installationen und Leitungsnetz so ausgelegt werden, dass Leitungslängen und -querschnitte minimiert werden. Je geringer das Leitungsvolumen, desto schneller erreicht das erwärmte Wasser die Zapfstelle und die Zirkulation wird unter Umständen verzichtbar. Zur Warmwasserversorgung einer durchschnittlichen Wohnung mit einem Badezimmer etwa genügt in der Regel eine Leitung mit einer Nennweite von 15 Millimetern. Enthält eine Leitung zwischen Warmwasserbereiter und Zapfstelle ein Volumen von mehr als 3 Litern, sind erhöhte Anforderungen zum Legionellenschutz zu beachten. Dies kann durch eine Rohrbegleitheizung oder eine Zirkulation geschehen.
Lässt sich eine Zirkulationsleitung nicht vermeiden, sind Warmwasser- und Zirkulationsleitungen bestmöglich und sorgfältig zu dämmen. Menügesteuerte und selbstoptimierende digitale Steuerungen („Zirkomat“) ermitteln über Temperaturfühler an der Warmwasserleitung das übliche Verbrauchsmuster und aktivieren die Zirkulationspumpe gezielt nur dann, wenn eine Entnahme von Warmwasser zu erwarten ist. In der Nacht etwa kann die Zirkulation dann ausgeschaltet bleiben. Eine einfachere Möglichkeit ist die Steuerung der Pumpe über eine Zeitschaltuhr.
Eine Alternative zur Zirkulation kann die dezentrale Warmwasserbereitung durch Durchlauferhitzer oder kleinere Warmwasserbereiter sein. Bei Durchlauferhitzern entfallen die Bereitstellungsverluste, da das Wasser nur dann erwärmt wird, wenn es benötigt wird.
Bei der zentralen Warmwasserbereitung über einen Heizkessel sind die Brennstoffverluste durch häufige Brennerstarts (das sogenannte Takten) zu beachten (siehe dazu auch Jahresnutzungsgrad und Wirkungsgrad und Nutzungsgrad des Brennwertkessels). Je besser die Leistung des Heizkessels an den tatsächlichen Verbrauch angepasst ist, desto geringer fallen die Verluste aus.
Ansätze zur Reduktion des Heiz-Energie-Verbrauches für Warm- und Brauchwasser gab es schon zur Zeit der ersten Energiekrise in den 1970er Jahren. Die technische Entwicklung war allerdings noch nicht so weit fortgeschritten und der Markt für integrierte Lösungen zu klein. Erprobte Techniken der Solarenergie standen noch nicht zur Verfügung.
Wer damals – als sich der Ölpreis etwa verdreifachte – bereits einen Warmwasserspeicher hatte, konnte zumindest durch bessere Wärmedämmung, niedrigere Wassertemperatur und eine Nachtabsenkung des Heizsystems Energie einsparen.
Heute werden Systeme zur lokalen Abwasserwärmerückgewinnung angeboten, die es ermöglichen, einen geringen Teil des Primärenergieverbrauchs für Warmwasser einzusparen.